# Eau potable et assainissement en Tunisie
La politique de l'eau potable et de l'assainissement en Tunisie a permis au pays d'atteindre le plus haut taux d'accès à l'approvisionnement et à l'assainissement de l'eau parmi les pays de l'Afrique du Nord et du Moyen-Orient, grâce à sa politique en matière d'infrastructures. 96 % des citadins et 52 % de la population rurale ont accès à l'assainissement amélioré. À la fin 2006, l'accès à l'eau potable est presque universel en Tunisie : proche de 100 % dans les zones urbaines et de 90 % dans les zones rurales,. La Tunisie offre par ailleurs une bonne qualité de l'eau potable tout au long de l'année. Le pays connaît un faible taux de pertes de 18,2 % en 2004.
La responsabilité des systèmes d'approvisionnement en eau dans les zones urbaines et dans les grands centres ruraux est attribuée à une autorité nationale, la Société nationale d'exploitation et de distribution des eaux (SONEDE), entité publique autonome relevant du ministère de l'Agriculture et de l'Environnement. La planification, la conception et la supervision des approvisionnements de plus petites tailles ainsi que des ouvrages d'irrigation dans les autres zones rurales sont de la responsabilité de la Direction générale du génie rural (DGGR). La gestion de la planification des investissements et de la mise en œuvre des projets est menée par les commissariats régionaux au développement agricole (CRDA).
En 1974, l'Office national de l'assainissement (ONAS) a été créé pour gérer le secteur de l'assainissement. En 1993, il a obtenu le statut de principal opérateur pour la protection de l'eau et la lutte contre la pollution de l'environnement.

## Accès
Selon le programme commun de surveillance de l'Organisation mondiale de la santé et de l'Unicef, 93 % de la population tunisienne a accès à une source améliorée d'eau potable et 85 % à un assainissement adéquat en 2004. Entre 1990 et 2004, l'accès à l'eau a augmenté de 81 % à 93 %, tandis que l'accès à l'assainissement a augmenté de 75 % à 85 %.
|                |                                | Zones urbaines (64 % de la population) | Zones rurales (36 % de la population) | Total |
| -------------- | ------------------------------ | -------------------------------------- | ------------------------------------- | ----- |
| Eau            | Source améliorée d'eau potable | 99 %                                   | 82 %                                  | 93 %  |
| Eau            | Connexions des habitations     | 94 %                                   | 38 %                                  | 74 %  |
| Assainissement | Assainissement amélioré        | 96 %                                   | 65 %                                  | 85 %  |
| Assainissement | Égouts                         | 75 %                                   | 4 %                                   | 49 %  |

Selon l'Institut national de la statistique, 84,8 % des Tunisiens ont accès en 2007 à l'eau potable à domicile.

## Qualité du service

### Continuité de l'approvisionnement
Le réseau de Tunis, capitale du pays, est en mesure de fournir un approvisionnement en eau 24 heures sur 24 de l'ordre de 110 litres par habitant et par jour.
La continuité de l'offre est très bonne par rapport aux normes régionales car elle assure une eau de bonne qualité tout au long de l'année et possède le pourcentage le plus faible de pertes de la région.

### Qualité de l'eau potable
La Tunisie offre une bonne qualité de l'eau potable tout au long de l'année même si la qualité de l'eau fournie par la SONEDE et la DGGR dans les zones rurales varie selon les conditions locales.
La qualité de l'eau potable est suivie, de la production jusqu'à la distribution, sur le plan de la qualité bactériologique et physico-chimique de l'eau. Ce sont la SONEDE et le ministère de la Santé qui procèdent à cette surveillance.

### Connexions aux égouts

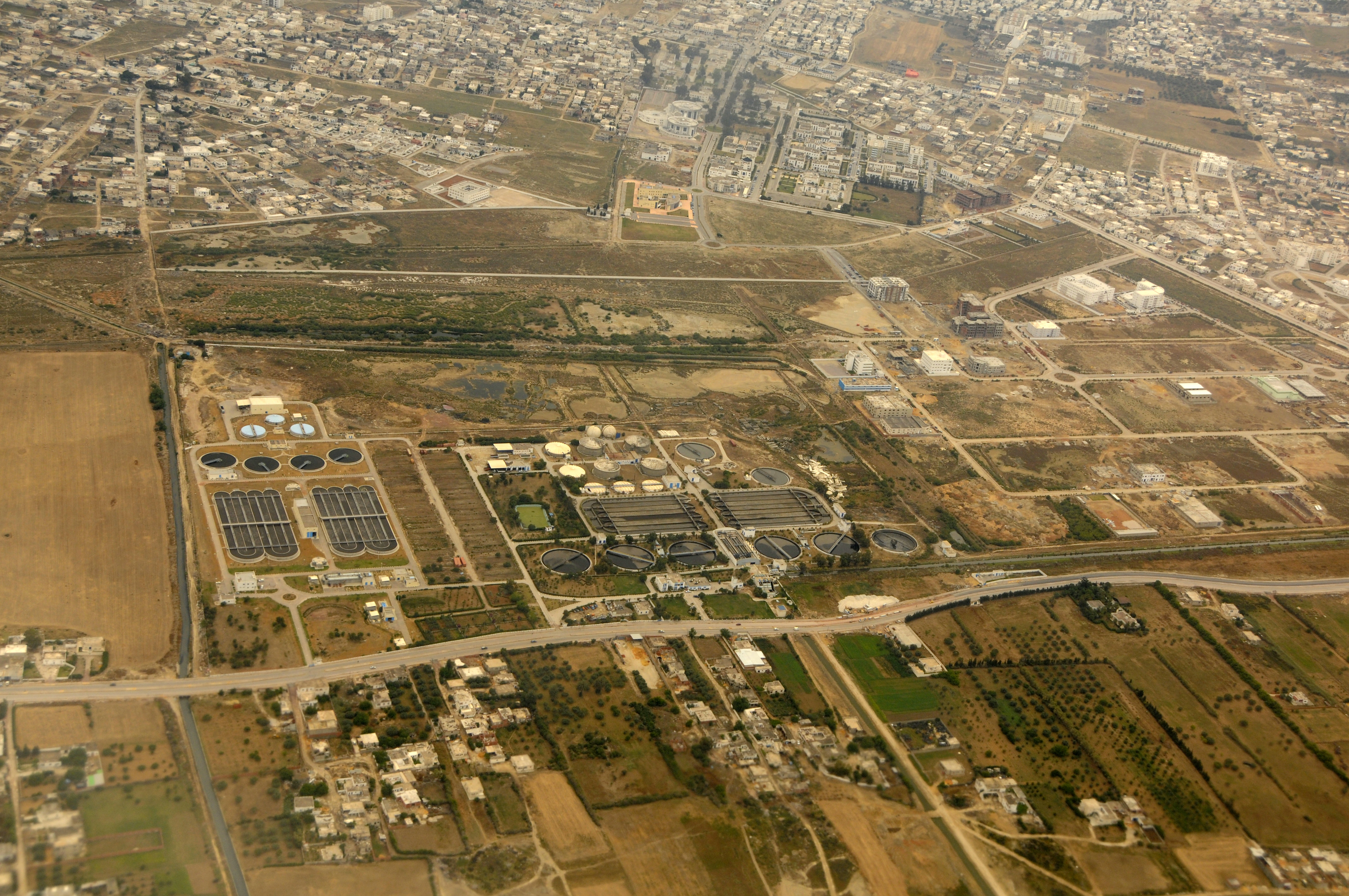
Station d'épuration des eaux usées de Chotrana.

Le taux de raccordement au réseau d'assainissement dans les zones urbaines tunisiennes est passé de 20,6 % en 1975 à 35,9 % en 1987 puis 81,6 % en 2007.

### Traitement des eaux usées
Depuis 1960, la Tunisie s'est engagée dans l'étude de l'eau récupérée. Actuellement, 7 000 hectares, plantés essentiellement de vergers ou de fourrage pour le bétail, utilisent de l'eau traitée pour l'irrigation, en compatibilité avec le droit national.
Le nombre de stations d'épuration a progressivement augmenté au cours des années 1990 et devrait atteindre le nombre de 83 en 2006. En 1998, 61 stations étaient en fonctionnement, avec un réseau de 9 650 kilomètres de conduites collectant 178 millions de mètres cubes d'eaux usées. La plus grande usine de traitement des eaux usées, située à Chotrana, possède un rendement quotidien de 120 000 m3.
En 2023, le groupe Suez et l'ONAS annoncent la conclusion du premier partenariat public-privé du secteur ; cette concession de dix ans permet à Suez d'exploiter le service public d'assainissement pour les gouvernorats de Sfax, Gabès, Médenine et Tataouine grâce à un financement de la Banque mondiale.

## Ressources en eau

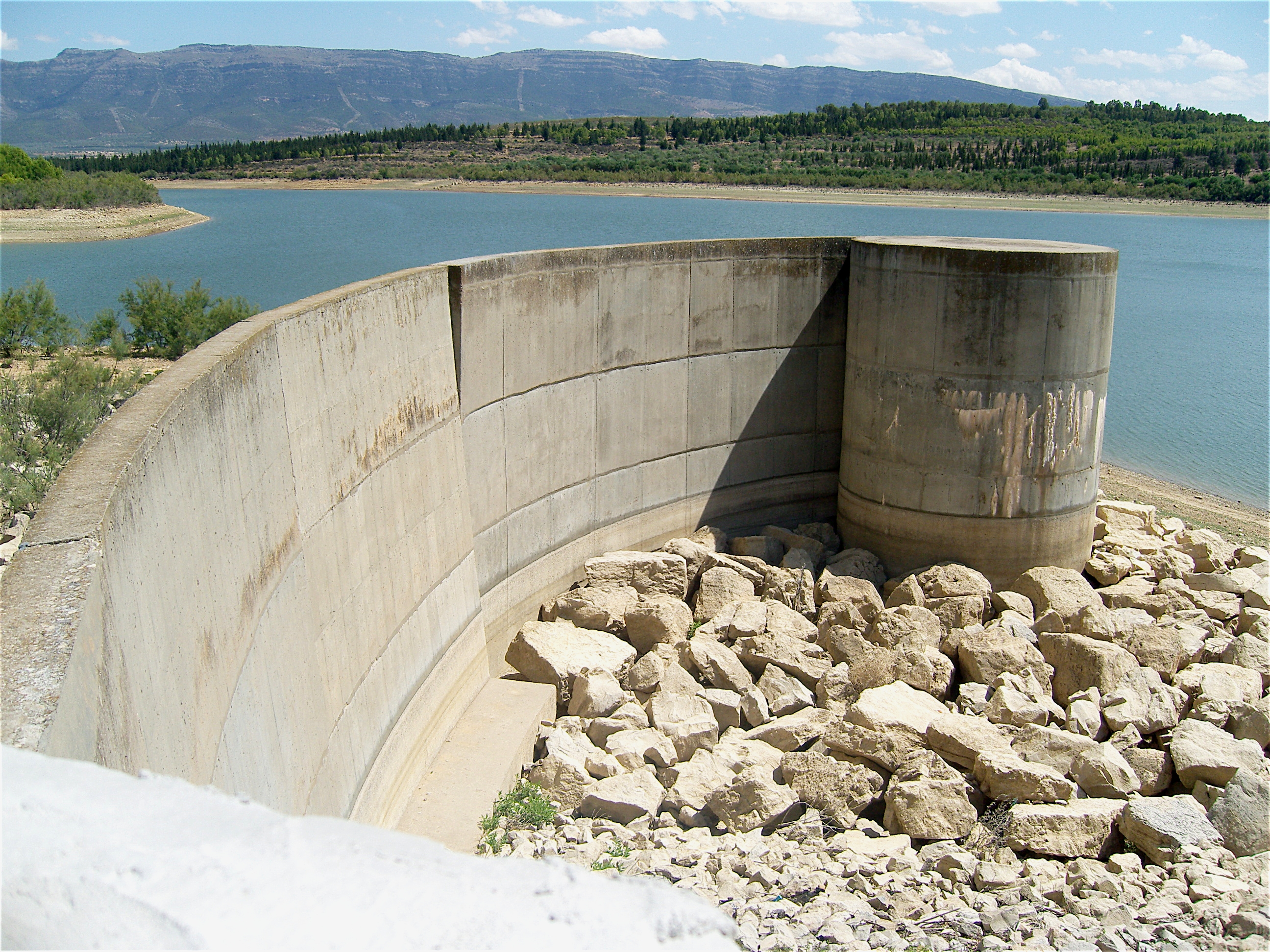
Retenue du barrage Lakhmess.

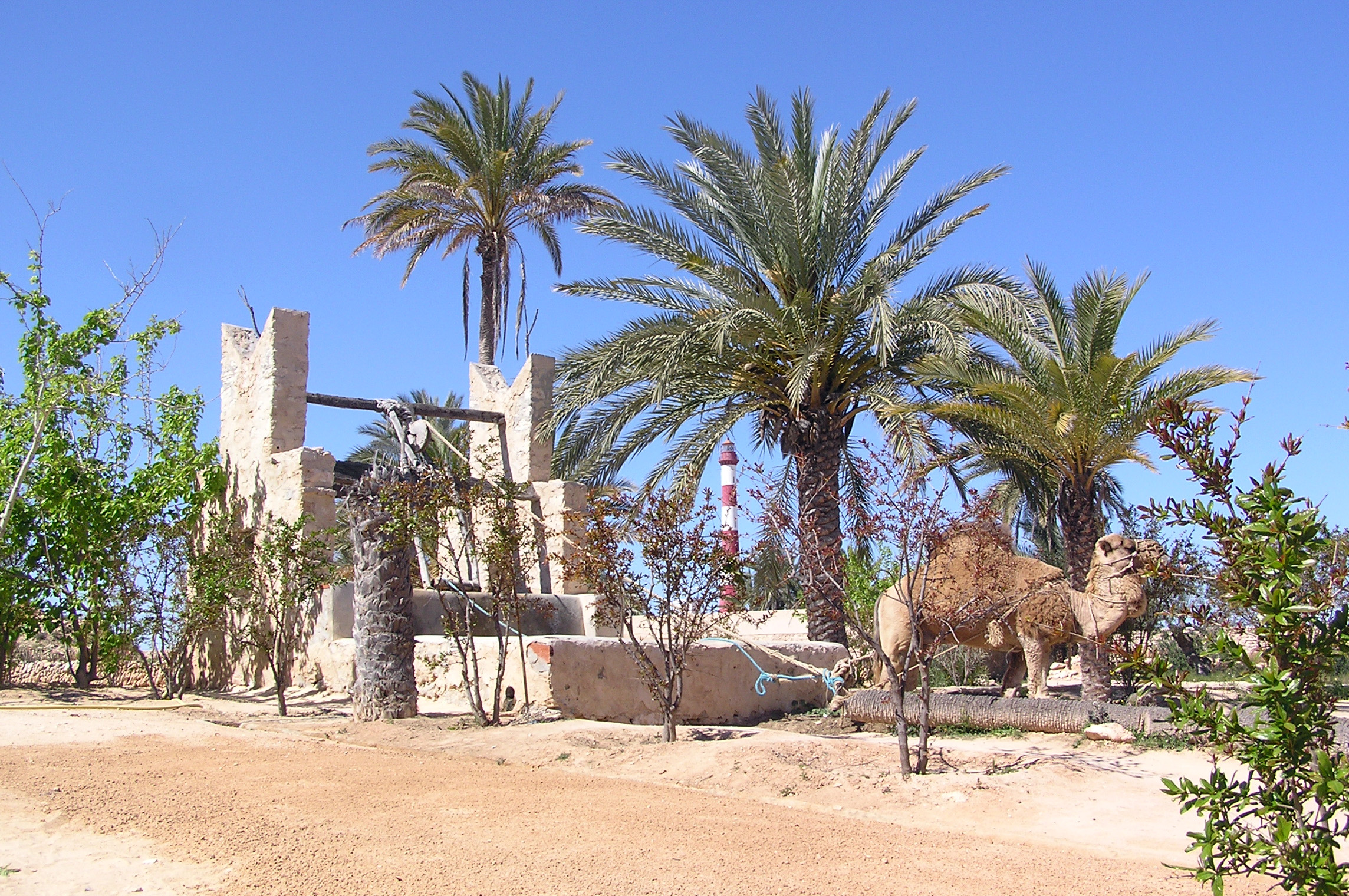
Puits traditionnel sur l'île de Djerba.

Le volume annuel total de l'eau exploitable en Tunisie est d'environ 4,670 milliards de mètres cubes, dont environ 57 % (2,7 milliards) sont des eaux de surface et le reste des eaux souterraines.
La Tunisie est un pays pauvre en eau, avec une disponibilité de l'eau renouvelable par habitant de 486 m3, soit bien en dessous de la moyenne de 1 200 m3 par habitant au Moyen-Orient et dans le reste de l'Afrique du Nord. Sur les ressources en eau de surface disponibles, soit 2,1 milliards de mètres cubes, seulement 1,220 milliard environ devrait être récupéré pour une utilisation réelle. 18 barrages existants, 21 barrages projetés et 235 barrages collinaires sont censés augmenter l'offre disponible, mais la sédimentation rapide des réservoirs réduira progressivement leur capacité de stockage et abrégera leur durée de vie.
L'extraction excessive des eaux souterraines dans les régions côtières du cap Bon, de l'Ariana et de La Soukra a conduit à une intrusion saline dans de nombreuses zones, conduisant à ce que les eaux souterraines sont devenues impropres à la consommation, touchant même d'autres régions. Seulement 50 % de l'ensemble des ressources en eau ont des niveaux de salinité inférieurs à 1 500 milligrammes par litre et peuvent être utilisées sans restriction ; 84 % de toutes les ressources en eaux souterraines ont des niveaux de salinité dépassant 1 500 milligrammes par litre et 30 % des aquifères ont des niveaux de salinité dépassant 4 000 milligrammes par litre.
Le tableau ci-dessous montre l'eau accessible (A) et disponible (B) en millions de mètres cubes par an pour différentes périodes, :
|                              | 1990  | 1990  | 2010  | 2010  | 2020  | 2020  | 2030  | 2030  |
| A                            | B     | A     | B     | A     | B     | A     | B     |       |
| ---------------------------- | ----- | ----- | ----- | ----- | ----- | ----- | ----- | ----- |
| Grands barrages              | 1 340 | 871   | 1 800 | 1 170 | 1 750 | 1 138 | 1 750 | 138   |
| Barrages collinaires et lacs | 65    | 59    | 100   | 50    | 70    | 35    | 50    | 45    |
| Puits tubés et sources       | 997   | 997   | 1 250 | 1 150 | 1 250 | 1 000 | 1 250 | 1 000 |
| Puits ouverts                | 720   | 720   | 720   | 720   | 720   | 620   | 720   | 550   |
| Eaux récupérées              | 120   | 120   | 200   | 200   | 290   | 290   | 340   | 340   |
| Eaux dessalées               | 7     | 7     | 10    | 10    | 24    | 24    | 49    | 49    |
| Total                        | 3 249 | 2 774 | 4 080 | 3 300 | 4 104 | 3 107 | 4 159 | 3 122 |

## Usage de l'eau

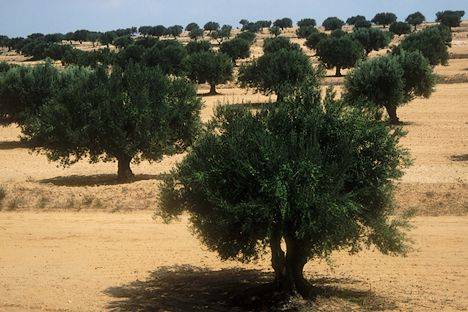
Oliveraie dans le gouvernorat de Sfax.

En 1996, 86 % des prélèvements d'eau ont été alloués au secteur agricole. Le secteur de l'eau est également tenu de répondre à l'accroissement de la demande en eau dans toutes les zones urbaines et rurales, dans le secteur de l'agriculture ainsi que pour les besoins industriels et touristiques. À travers la gestion et le développement des ressources en eau, la décennie 1990-2000 a été le témoin d'une augmentation des ressources en eau disponibles, passant de 2,76 milliards de mètres cubes en 1991 à 3,525 milliards en 2000. Il est prévu que l'approvisionnement atteint 4,6 milliards de mètres cubes en 2010, principalement grâce à des améliorations en matière d'économie d'eau, de rationalisation de son utilisation et de développement des ressources non conventionnelles, y compris l'utilisation d'eaux usées traitées.
Selon les estimations du ministère de l'Agriculture et de l'Environnement pour l'année 2030, la demande en eau devrait être stabilisée à 2,7 milliards de mètres cubes par an, même si la population supposée de la Tunisie atteindrait environ 13 millions d'habitants ce qui, compte tenu de la demande actuelle, se traduirait par une demande de 3,1 milliards de mètres cubes par an.

## Évolution de la politique de l'eau
La politique tunisienne de l'eau, des années 1950 aux années 1970 repose sur le peu de ressources mobilisables, ce qui conduit à la construction de barrages et de réservoirs. Depuis le début des années 1980, la politique en matière de barrages a été mise en place et le Plan directeur des eaux appliqué.
En 1990, la stratégie décennale (1990-2000) pour la mobilisation des ressources en eau et la mobilisation maximale des ressources disponibles a été mise sur pied. Cette stratégie a été élaborée et mise en œuvre afin de fournir un contrôle intégré des sources d'eau potentielles. Le coût de cette stratégie a approché les deux milliards de dollars.
Les perspectives concernant les ressources en eau en Tunisie peuvent se présenter de la façon suivante :
| Type de ressources       | Ressources potentielles (millions de m³) | Ressources mobilisables (millions de m³) | Ressources mobilisées (millions de m³) | Ressources mobilisées (millions de m³) | Ressources mobilisées (millions de m³) | Ressources mobilisées (millions de m³) | Ressources mobilisées (millions de m³) |
| Type de ressources       | Ressources potentielles (millions de m³) | Ressources mobilisables (millions de m³) | 1990                                   | 1995                                   | 2000                                   | 2005                                   | 2010                                   |
| ------------------------ | ---------------------------------------- | ---------------------------------------- | -------------------------------------- | -------------------------------------- | -------------------------------------- | -------------------------------------- | -------------------------------------- |
| Eaux de surface          | 2 700                                    | 2 500                                    | 1 179                                  | 1 876                                  | 2 200                                  | 2 400                                  | 2 500                                  |
| Eaux souterraines        | 2 140                                    | 2 140                                    | 1 576                                  | 1 818                                  | 1 860                                  | 1 900                                  | 1 940                                  |
| Total                    | 4 840                                    | 4 640                                    | 2 755                                  | 3 694                                  | 4 060                                  | 4 300                                  | 4 440                                  |
| Taux de mobilisation (%) | -                                        | -                                        | 59                                     | 80                                     | 88                                     | 93                                     | 96                                     |

En 2003, le ministère de l'Agriculture, des Ressources hydrauliques et de la Pêche a publié le Plan directeur des eaux ; deux grandes options stratégiques ont été identifiées et mises en œuvre : la stratégie de mobilisation des ressources en eau (2001-2011), lancée pour la première fois en 1990, et la stratégie à long terme (2030).

## Responsabilité de l'approvisionnement et de l'assainissement

### Politique et régulation
Le ministère de l'Agriculture établit les politiques concernant les ressources en eau en Tunisie, alors que le ministère de l'Environnement régit l'assainissement, les eaux usées et la planification environnementale. Sa section des ouvrages hydrauliques, la Direction générale des grands barrages et des grands travaux hydrauliques, est responsable de la construction de grands projets en matière de ressources en eau.

### Dispositifs légaux en matière d'eau
Par rapport à d'autres pays d'Afrique du Nord, la Tunisie a élaboré et adopté de nombreuses lois et plans concernant ses ressources en eau. Des plans directeurs des eaux existent depuis 1970, époque où un premier plan a été élaboré pour la partie nord de la Tunisie, celle abritant la plupart des ressources et des activités connexes. Le centre et le sud du pays ont suivi respectivement en 1977 et 1983. Le ministère de l'Agriculture et de l'Environnement, qui a mis au point ces plans, est également responsable de la mise en œuvre et de l'allocation des ressources en eau.

#### Politiques, projets et points clés
La vulnérabilité relativement élevée des ressources en eau de la Tunisie a conduit à de nombreux programmes et projets visant à améliorer l'efficacité de l'utilisation de l'eau. Le statut actuel, les principaux déficits et les stratégies de base sont bien décrites dans le rapport national sur le secteur de l'eau. À partir de tous les programmes, les politiques nationales suivantes peuvent être déduites :

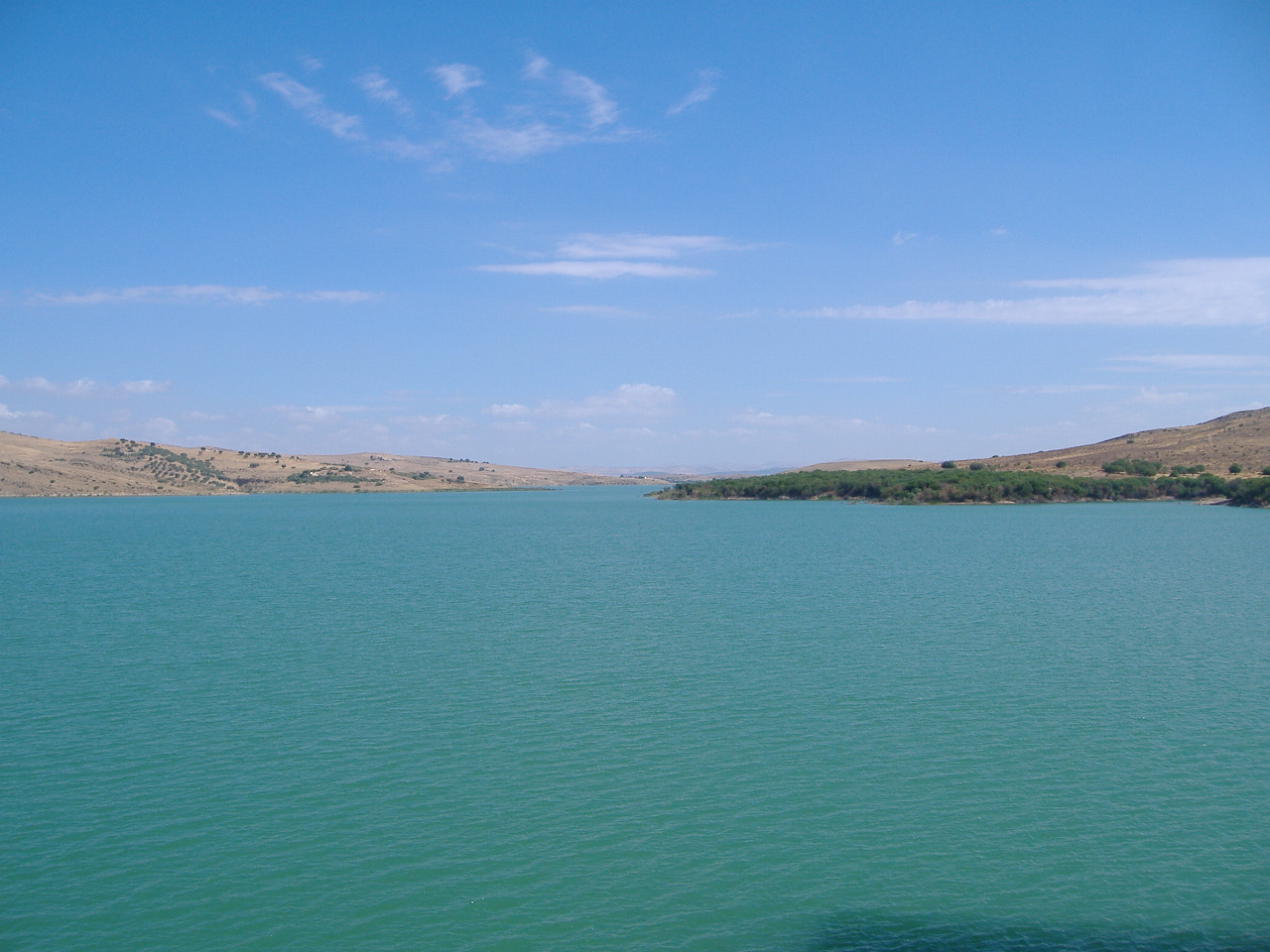
Réservoir du barrage de Sidi Salem.

- le développement et la mobilisation des ressources en eau disponibles afin d'atteindre un taux de mobilisation de 95 % ;
- la gestion intégrée des ressources en eau, en particulier l'amélioration du transfert des volumes excédentaires des périodes pluvieuses pour les périodes de sécheresse ;
- les économies d'eau et la maîtrise de la demande dans tous les secteurs ;
- la poursuite du développement des ressources en eau non conventionnelles, par le biais de l'expansion de l'usage des eaux usées traitées dans l'agriculture et des eaux saumâtres issues du dessalement dans tous les secteurs ;
- la protection des ressources en eau contre la pollution et la surexploitation.

Afin de répondre à ces politiques, trois grandes stratégies ont été mises en place :
1. la stratégie décennale de mobilisation des ressources en eau (1990-2000) : La priorité majeure est l'augmentation de l'offre. La construction de plus de 200 petits et grands barrages et le forage de plus de 1 000 puits profonds ont conduit à des améliorations de l'usage des ressources d'eau à disposition de 60 % en 1990 à 87,5 % en 2004. Le budget total pour la stratégie était de deux milliards de dinars ;
2. la stratégie complémentaire (2001-2011) : Elle tente de réaliser les objectifs à long terme, en particulier l'équilibre durable de la demande et des ressources en eau disponibles. Elle se compose en partie de mesures similaires à celles de la stratégie de mobilisation, en vue de parvenir à un taux de mobilisation de 95 %. En outre, la stratégie met l'accent sur les mesures de régulation entre les années sèches et humides, les mesures de conservation des sols et des eaux et la recharge des aquifères. La stratégie décennale est divisée en deux plans de cinq ans, le Xe plan de développement (2002-2006) et le XIe plan de développement (2007-2011).
3. la stratégie à long terme (jusqu'en 2030) : Elle repose principalement sur les plans directeurs des eaux pour le nord, le centre et le sud du pays. La stratégie se compose d'un nombre élevé d'études et de programmes de recherche avec pour objectif de planifier et de gérer les ressources en eau de manière plus efficace à long terme.

### Fourniture de services

#### Approvisionnement en eau
L'autorité nationale responsable des services d'approvisionnement en eau, la SONEDE, est une entité publique placée sous la supervision du ministère de l'Agriculture et de l'Environnement. La planification et l'investissement destiné à la distribution de l'eau potable dans les zones rurales sont effectués par la DGGR, qui agit dans le cadre du ministère de l'Agriculture et de l'Environnement et des associations d'usagers comme les Groupements d'intérêt collectif.
Le secteur de l'eau n'a vu jusqu'à présent que très peu de participation du secteur privé. À ce jour, la participation des acteurs privés est limitée à un contrat. En dépit d'une étude de 1999 sur le phénomène, très peu d'activités leur ont été confiées (sécurité et nettoyage). Toutefois, le gouvernement envisage le financement d'une usine de dessalement à Djerba par le biais d'un contrat de concession (Build-operate-transfer).

#### Assainissement
L'ONAS est responsable de l'assainissement dans les villes et les zones industrielles et touristiques. Le mandat de l'ONAS comprend également la protection de l'environnement. En 1974, l'organisme a été établi en vue de gérer le secteur de l'assainissement. En 1993, il a obtenu le statut d'un opérateur principal pour la protection de l'eau et la lutte contre la pollution de l'environnement.
Les missions de l'ONAS sont :
- la lutte contre la pollution de l'eau ;
- la planification et la mise en œuvre des programmes du secteur de l'assainissement et des projets intégrés de traitement des eaux usées et de mise à disposition des eaux de pluie ;
- la construction, l'exploitation et l'entretien des installations destinées à l'assainissement des villes affectées à l'ONAS par décret ;
- la vente et la distribution de sous-produits tels que le traitement des eaux usées et des boues.

La DGGR est responsable de l'assainissement dans les zones rurales non couvertes par l'ONAS ; les municipalités sont responsables de la collecte et de l'élimination des déchets ainsi que des systèmes de drainage destinés à faciliter l'écoulement des eaux de pluie.

## Efficience économique
En 2002, la SONEDE comptait environ 7 038 employés, dont 5 865 fixes et 1 173 temporaires. Le nombre d'employés pour 1 000 raccordements est de l'ordre de 4,1 bien qu'en réduction lente et constante. La SONEDE peut faire mieux au regard du ratio des services de la SONEDE et de l'ONAS réunis qui est de l'ordre de dix salariés pour 1 000 raccordements, soit bien au-dessus des normes internationales.
En 2002, l'ONAS comptait 5 500 employés, dont 4 000 fixes et 1 500 temporaires. La performance de l'ONAS est similaire, par rapport aux normes régionales, mais son efficacité pourrait être améliorée, en raison de sa forte proportion de salariés par connexion.
L'existence de 66 stations d'épuration en bon état de fonctionnement est un résultat remarquable pour les investisseurs de la région. La très bonne performance de la Tunisie en matière d'assainissement peut par ailleurs être expliquée par le taux relativement élevé de recouvrement des coûts ; l'actuelle tendance à la baisse de celui-ci est donc préoccupante.

## Aspects financiers

### Tarifs

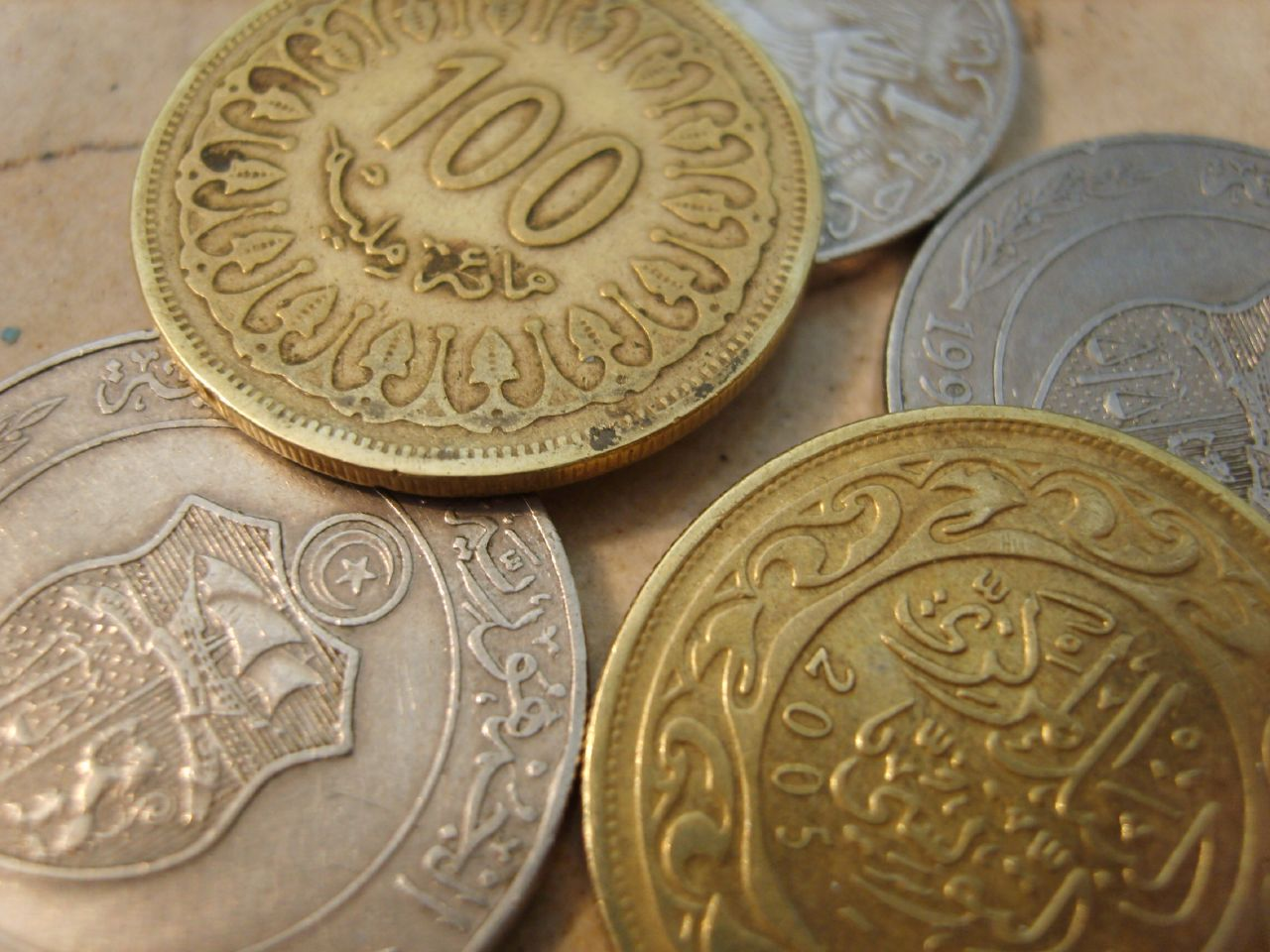
Pièces de dinars tunisiens.

C'est sur la base d'une proposition de la SONEDE, et après approbation par son conseil d'administration, que le tarif de l'eau est finalement approuvé par le gouvernement — plus précisément le ministère de l'Agriculture et de l'Environnement et le ministère des Finances — qui a parfois refusé des demandes d'ajustements tarifaires.
La tarification de l'eau potable en Tunisie est similaire à celle d'autres pays de la région ; elle se compose d'une partie fixe et d'une partie proportionnelle à la consommation d'eau. En 2024, la tarification de l'eau potable en Tunisie était composée comme suit :
| Consommation par trimestre (m³) | Tarif en dinars par m³ |
| ------------------------------- | ---------------------- |
| 0-20                            | 0,200                  |
| 21-40                           | 0,740                  |
| 41-70                           | 1,040                  |
| 71-100                          | 1,490                  |
| 101-150                         | 1,770                  |
| plus de 151                     | 2,310                  |

La SONEDE revoit régulièrement ses tarifs, en prenant en considération l'inflation et la contribution aux investissements. Les frais d'assainissement sont facturés et perçus par la SONEDE, ce qui empêche l'ONAS d'améliorer la collecte des factures de ses comptes clients.

### Recouvrement des coûts
Le SONEDE couvre ses coûts d'exploitation et de maintenance — ainsi qu'une petite fraction de ses dépenses d'investissement — par le biais de ses tarifs. Le prix de l'eau potable est uniforme dans tout le pays et n'est pas vue comme un obstacle au développement. La tarification de l'eau potable permet la récupération des coûts d'exploitation et d'entretien ainsi que les investissements en capital dans les systèmes hydrauliques.

### Investissements
Les investissements de l'ONAS devaient passer de 390 millions de dinars dans le IXe plan à 525 millions dans le Xe plan, soit une augmentation de 32 %. Par rapport aux investissements de la SONEDE dans le secteur de l'eau, les investissements dans le secteur de l'assainissement restent plus élevés. C'est un point important alors que dans la majorité des autres pays en développement, l'assainissement est négligé par rapport à l'approvisionnement en eau ; le corollaire en est que les prix de l'assainissement sont élevés par rapport aux normes régionales, montrant un effort soutenu dans le recouvrement des coûts qui est absent dans presque tous les autres pays en développement.
Les investissements issus du budget du ministère de l'Agriculture et de l'Environnement durant les années 2000 atteignent les montants suivants selon les plans de développement :
| Plan de développement | Investissements publics (millions de dinars) | Part du secteur de l'eau (millions de dinars) | Pourcentage (%) |
| --------------------- | -------------------------------------------- | --------------------------------------------- | --------------- |
| Xe plan (2002-2006)   | 1 975,4                                      | 1 252,1                                       | 63              |
| XIe plan (2007-2011)  | 2 887,9                                      | 1 580,1                                       | 55              |

### Financements
Concernant le financement du secteur, la situation en Tunisie peut être représentée de la manière suivante :
| Source de financements | Xe plan                              | Xe plan | XIe plan                             | XIe plan |
| Source de financements | Investissements (millions de dinars) | %       | Investissements (millions de dinars) | %        |
| ---------------------- | ------------------------------------ | ------- | ------------------------------------ | -------- |
| Budget national        | 947                                  | 48      | 1 300                                | 45       |
| Prêts étrangers        | 808                                  | 41      | 1 300                                | 45       |
| Subventions            | 150                                  | 8       | 200                                  | 7        |
| Auto-financement       | 70                                   | 3       | 28                                   | 3        |
| Total                  | 1 975                                | 100     | 2 888                                | 100      |

## Coopération
Des partenaires extérieurs ont joué un rôle majeur dans le développement du secteur de l'eau et de l'assainissement en Tunisie. L'Agence française de développement (AFD), la Banque africaine de développement, la Banque européenne d'investissement, la Banque allemande de développement (KfW) et la Banque mondiale figurent parmi les grands partenaires extérieurs du pays.

### Banque africaine de développement
Le conseil d'administration de la Banque africaine de développement a approuvé un prêt de 22,91 millions d'euros destiné au financement de la deuxième phase du Projet d'investissement dans le secteur de l'eau (PISEAU II). Celui-ci est un composant de la stratégie de mobilisation et de gestion de l'eau 2001-2011 et un suivi de PISEAU I qui a duré de 2002 à 2007. L'objectif principal de PISEAU II est de promouvoir la gestion efficace et intégrée des ressources en eau (incluant les barrages, lacs, forages et puits de surface) ainsi que les sources d'eau non conventionnelles (eaux usées et eaux saumâtres) pour relever le défi de la pénurie d'eau du pays. La mise en œuvre du projet commence en 2009 pour une période de cinq ans.
Le coût total du projet est de 215,98 millions de dinars cofinancés par l'AFD, la Banque mondiale et le gouvernement tunisien.

### Banque européenne d'investissement
En 2001, la Banque européenne d'investissement a accordé un prêt de 95 millions d'euros à la SONEDE pour financer une série de trois opérations d'approvisionnement en eau potable pour les régions côtières de l'est du Sahel tunisien et de Sfax.

### Banque mondiale
En 2001, la Banque mondiale a lancé le projet PISEAU I avec l'AFD et la KfW,.
En 2005, elle a approuvé un prêt de 38 millions de dollars à la SONEDE pour un projet d'approvisionnement d'eau en milieu urbain. Celui-ci est destiné à maintenir la fiabilité et la qualité des services de l'eau dans l'agglomération de Tunis et dans certains centres urbains, par le biais de l'augmentation, de la mise à niveau et du renouvellement des infrastructures d'approvisionnement ; il consiste aussi en l'amélioration de la compétitivité et de la viabilité des opérations de la SONEDE. En 2006, la Banque mondiale a également approuvé un prêt destiné à soutenir le projet d'assainissement de Tunis-Ouest, qui doit atteindre les objectifs suivants : améliorer la qualité des services d'assainissement dans l'agglomération de Tunis et préserver les acquis du secteur, promouvoir la réutilisation des eaux usées traitées dans l'irrigation sur une base durable et en quantités importantes, et améliorer les performances de l'ONAS par la mise en place de capacités de gestion financière et opérationnelle.